# Avenue Sainte-Eugénie
L'avenue Sainte-Eugénie est une voie du 15e arrondissement de Paris, en France.

## Situation et accès
L'avenue Sainte-Eugénie est une voie publique située dans le 15e arrondissement de Paris. Elle débute au 30, rue Dombasle et se termine en impasse.

## Origine du nom

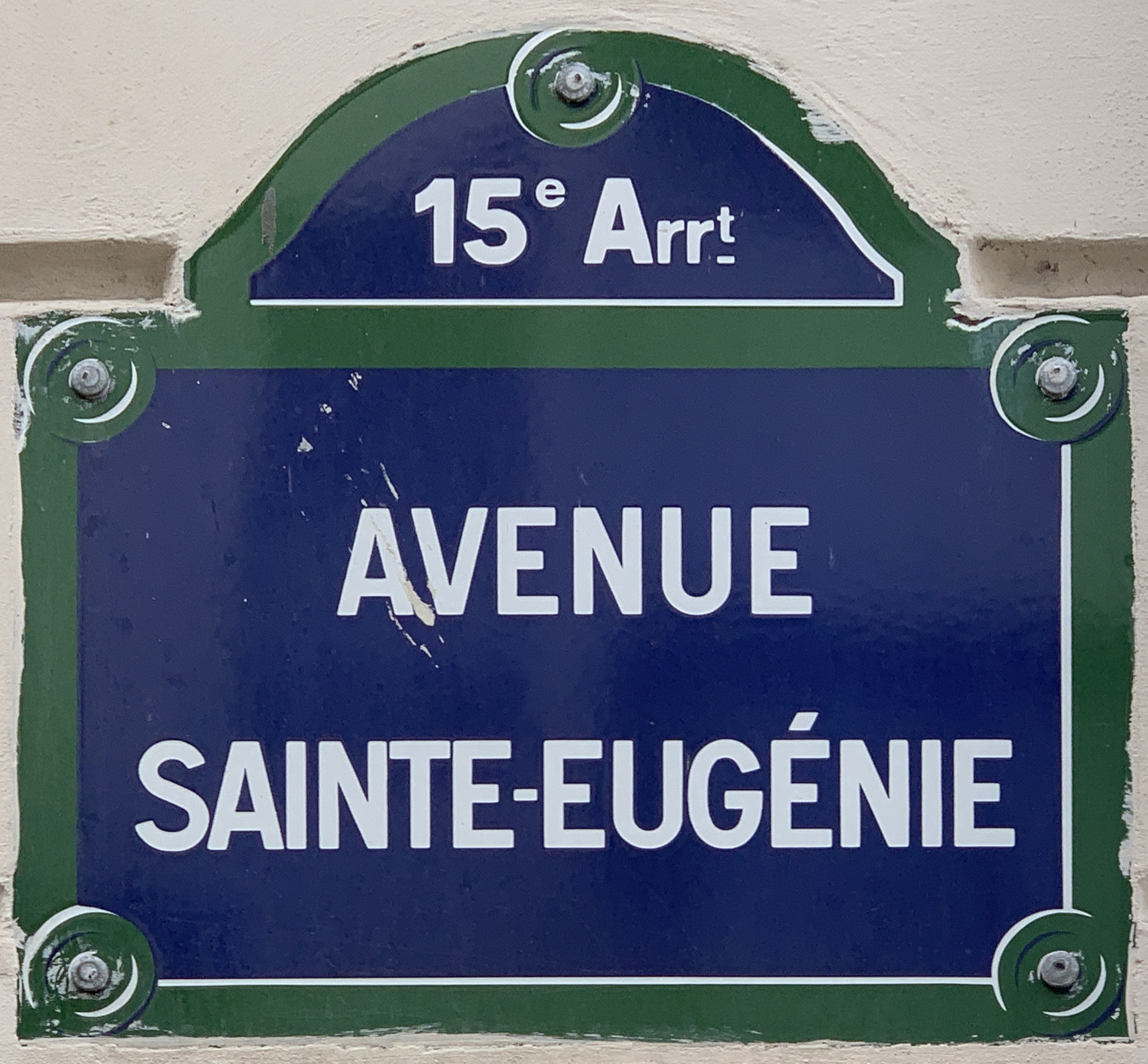
Plaque de l'avenue.

L'origine du nom de cette rue n'est pas indiquée dans les ouvrages consultés.

## Historique
Cette voie, qui portait le nom d'« impasse des Acacias » en 1846, était située sur l'ancienne commune de Vaugirard. Rattachée à la voirie de Paris en 1860, elle prend le nom  d'« avenue des Acacias » avant de prendre sa dénomination actuelle.